# Hackney Diamonds
Hackney Diamonds is het dertigste studio-album van de Engelse rockgroep The Rolling Stones, uitgebracht op 20 oktober 2023. De titel verwijst volgens Jagger naar de splinters van kapotgeslagen autoruiten op straat in het - om zijn misdaad bekende - Londense district Hackney.
Op twee nummers op het album, "Mess It Up" en "Live by the Sword" is de overleden drummer Charlie Watts nog te horen, in het laatste bijgestaan door de ex-bassist van de Stones Bill Wyman. Het zijn opnames uit 2019 nog onder productie van Don Was. Op de latere tracks drumt Steve Jordan, waar Andrew Watt de productie overgenomen heeft. Darryl Jones staat nergens vermeld als basgitarist, wel Andrew Watt op "Get Close", "Depending on You", "Whole Wide World", "Mess It Up" en "Sweet Sounds of Heaven". Het overige basgitaarwerk staat met uitzondering van dat door gastmuzikant 
Paul McCartney op naam van Keith Richards en Ron Wood. Op het album spelen veel gastmuzikanten, waaronder Elton John (piano op "Get Close" en "Live by the Sword"), Lady Gaga (zang op "Sweet Sounds of Heaven"), Paul McCartney (basgitaar op "Bite My Head Off"), Stevie Wonder (keyboard en piano op "Sweet Sounds of Heaven"), Benmont Tench (op hammond orgel) en James King (saxofoon op "Get Close" and "Sweet Sounds Of Heaven"). Traditiegetrouw neemt Keith Richards op één nummer de leadzang voor zijn rekening : "Tell Me Straight".
De release werd gepromoot met de muziekvideo van de single (singleside) "Angry", met Sydney Sweeney in een Mercedes cabrio en de Stones zingend via billboards. Andere promoties waren het Stones-logo op de shirts van het voetbalteam van FC Barcelona en een speciale Lp in honkbalwit met een binnenhoes voor elk van de 30 Major League Baseball-teams.

## Ontvangst door critici
Hackney Diamonds is overwegend positief beoordeeld door de kritiek. De meeste landelijke dagbladen geven 4 sterren. Muziekblad OOR noemt Hackney Diamonds de beste Stones-plaat sinds Some Girls uit 1978. Heaven schrijft dat Hackney Diamond herboren Stones laat horen die er duidelijk zin in hebben.
Grammy 
In februari 2025 werd het album Hackney Diamonds beloond met een Grammy voor “Beste album” in de categorie Rock. De award werd namens The Rolling Stones in ontvangst genomen door Andrew Watt, de producer van het album. 

## Composities
Alle muziek en teksten zijn geschreven door Mick Jagger en Keith Richards, behalve "Angry", "Get Close", en "Depending On You", die geschreven zijn door Jagger, Richards en Watt, en "Rolling Stone Blues", dat is geschreven door Muddy Waters. 
| Nr. | Titel                  | Duur |
| --- | ---------------------- | ---- |
| 1.  | Angry                  | 3:46 |
| 2.  | Get Close              | 4:10 |
| 3.  | Depending on You       | 4:03 |
| 4.  | Bite my Head Off       | 3:31 |
| 5.  | Whole Wide World       | 3:58 |
| 6.  | Dreamy Skies           | 4:38 |
| 7.  | Mess it Up             | 4:03 |
| 8.  | Live by the Sword      | 3:59 |
| 9.  | Driving me too Hard    | 3:16 |
| 10. | Tell me Straight       | 2:56 |
| 11. | Sweet Sounds of Heaven | 7:22 |
| 12. | Rolling Stone Blues    | 2:41 |

## Bezetting
- Mick Jagger – leadzang, gitaar, bas, mondharmonica, keyboard, percussie
- Keith Richards – gitaar, bas, piano, zang
- Ronnie Wood – gitaar
- Charlie Watts – drums bij Mess It Up Live by the Sword